# 3-Новосхідниця
3-Новосхідниця — історична нафто-газовидобувна свердловина, Західний нафтогазоносний регіон України. Належить до надглибоких свердловин.
У 1975 р. шляхом надглибокого буріння відкрито Новосхідницьке нафтогазове родовище. Свердловина 3-Новосхідниця з глибини 4350 м дала нафту при дебіті понад 300 т за добу. Сумарно на початок 2000 р. свердловина видала 730 тис. т нафти і 284 млн м3 газу. Це найкращий показник видобутку нафти на одну свердловину на Прикарпатті.

## Інші надглибокі свердловини
- Криворізька надглибока свердловина
- Кольська надглибока свердловина
- Шевченківська-1